# بس تي إس (مركبة)
مركبة النقل البرمائية متوسطة الحجم (PTS) هي مركبة نقل برمائية سوفيتية مُجنزرة. اختصارها Plavayushchij Transportyer - Sryednyj، أي مركبة النقل البرمائية المتوسطة. كان إسمها الصناعي Ob'yekt 65 .

## تطوير
تم تقديمها في عام 1965م. تتضمن التحسينات التي طرأت على سابقتها سرعة أعلى في المياه والقدرة على حمل 10,000 كـغ (22,000 رطل) على الأرض لمدة 3 كـم (1.9 ميل) قبل النزول في الماء. 
يعتمد كلٌّ من نظامي PTS وPTS-M على هيكل دبابة القتال الرئيسية T-55 ، بينما يعتمد نظام PTS-2 على مركبة النقل المجنزرة MT-T، التي تستخدم بعض مكونات دبابة القتال الرئيسية T-64 . كما يستخدم نظام PTS-2 محرك ديزل V-64-4 مشتق من محرك دبابة القتال الرئيسية T-72. توفر كابينة القيادة في النماذج الثلاثة حماية من الأسلحة النووية والبيولوجية والكيميائية للطاقم. 

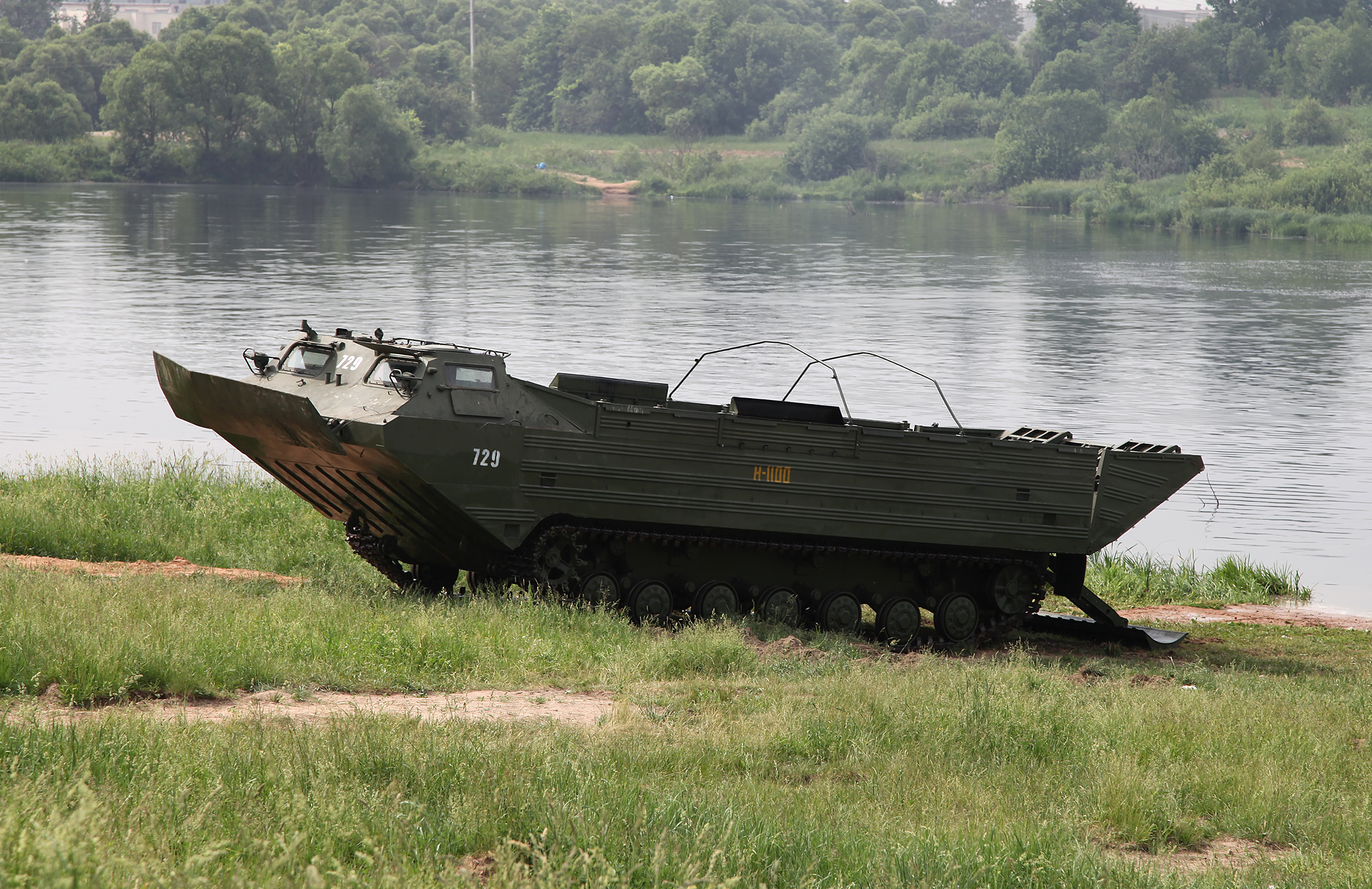
بي تي إس-2

## المستخدمون
تم اعتماد مركبة PTS-M من قبل الجيش السوفييتي وقوات حلف وارسو،  وتم توريدها إلى مصر،  ويوغوسلافيا السابقة والعراق وأوروغواي ودول أخرى.

### حالي
- الجزائر[4]
- أنغولا[4]
- بلغاريا[4]
- Congo[4]
- كوبا[4]
- جمهورية التشيك − PTS-10, يتم إستبدالها[5]

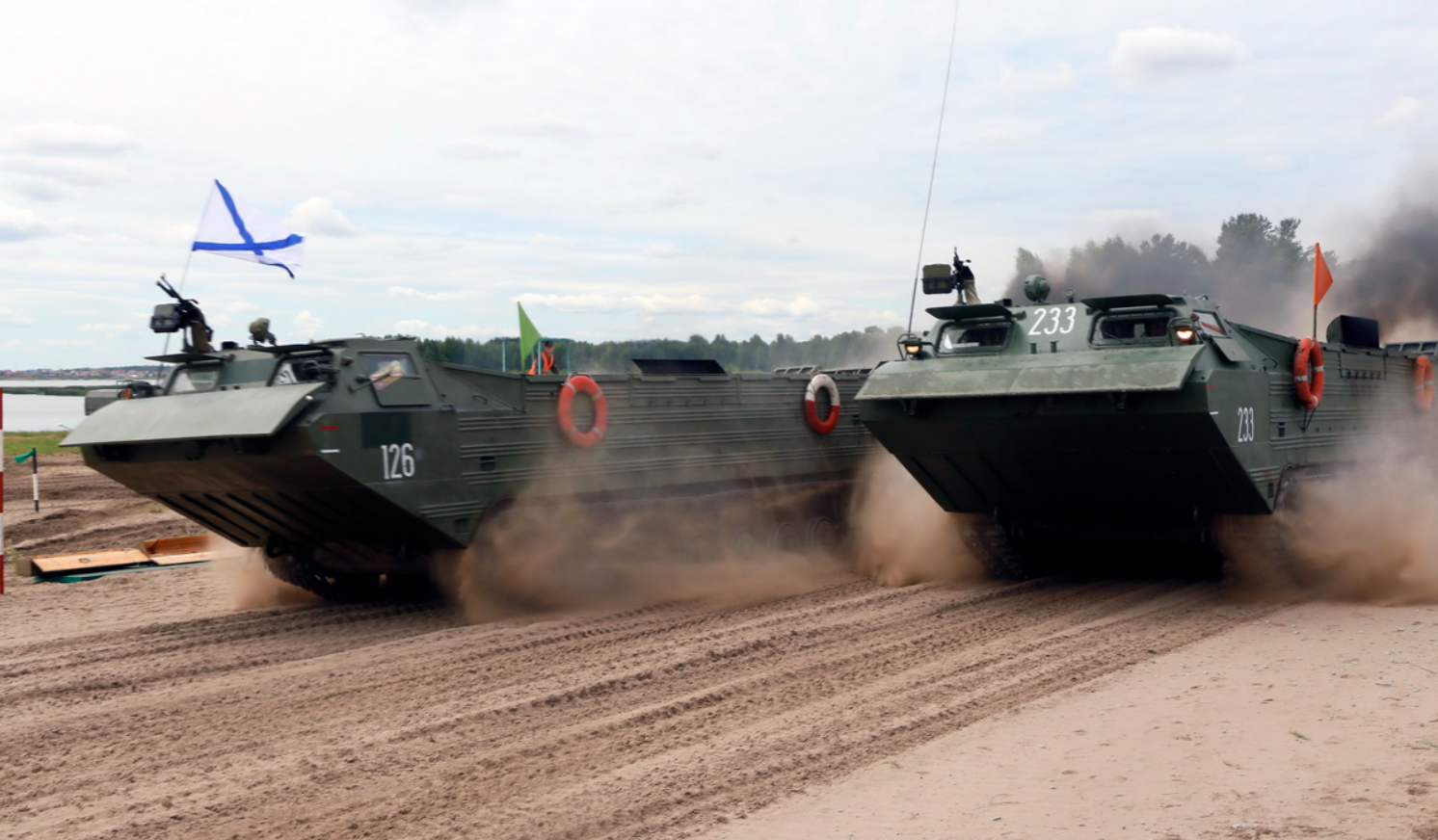
PTS ذاتية الدفع في المسيرة.

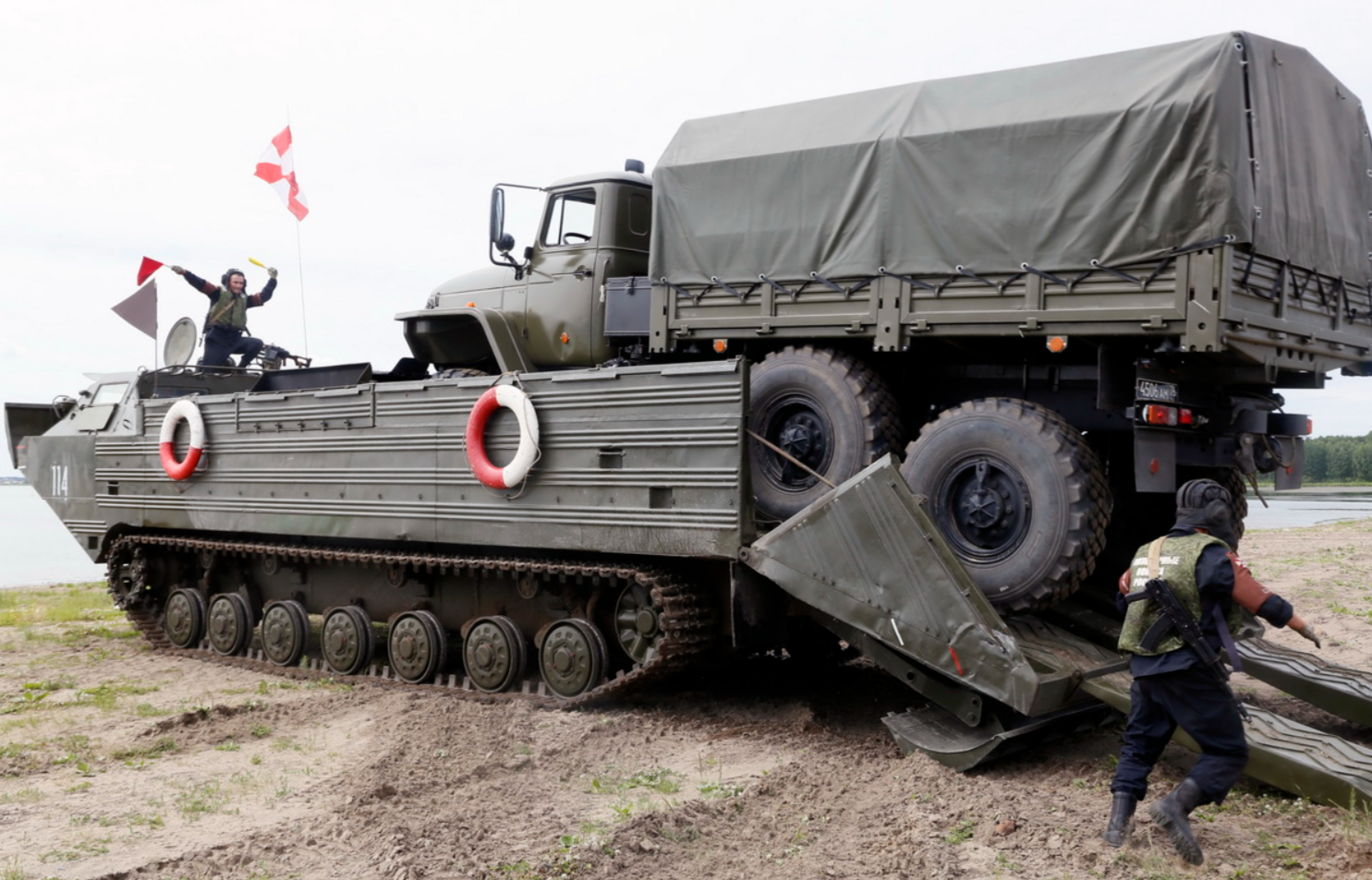
تحميل المعدات قبل العبور.

- مصر − PTS-M[2] (أستخدمت خلال عملية بدر)[1]
- المجر − تستخدم في عمليات الإغاثة من الكوارث[6]
- الهند[4]
- إيران[4]
- روسيا
- صربيا − PTS-M[7]
- السودان[8]
- بولندا − 282 PTS-M, سوف يتم إستبدالها.[9]
- تنزانيا[4]
- أوكرانيا[10]
- أوروغواي - 2 في الخدمة اعتبارًا من 2016[11]
- فيتنام[4]

### سابق
- تشيكوسلوفاكيا
- ألمانيا الشرقية[12]
- العراق[13]
- ليبيا[4]
- القوات الانفصالية في دونباس − PTS-2[14]
- صربيا والجبل الأسود[4]
- سلوفاكيا
- الاتحاد السوفيتي[13]
- اليمن[4]
- يوغوسلافيا[13]